# Hellyethira forficata
Hellyethira forficata är en nattsländeart som beskrevs av Wells 1990. Hellyethira forficata ingår i släktet Hellyethira och familjen smånattsländor. Inga underarter finns listade i Catalogue of Life.